# Polyosma cunninghamii
Polyosma cunninghamii, conocido como el palo de pluma (featherwood), es un pequeño árbol del bosque lluvioso del este de Australia. Crece en muchos diferentes tipos de bosques húmedos, se le encuentra rara vez en los bosques más secos. Se le ve con frecuencia en los bosques de clima fresco a elevada altitud. El rango de su distribución natural es desde el poblado de Kioloa (35° S) cerca de Batemans Bay en el sur de  Nueva Gales del Sur, hasta la localidad de Maleny (26° S) en el sureste de Queensland.

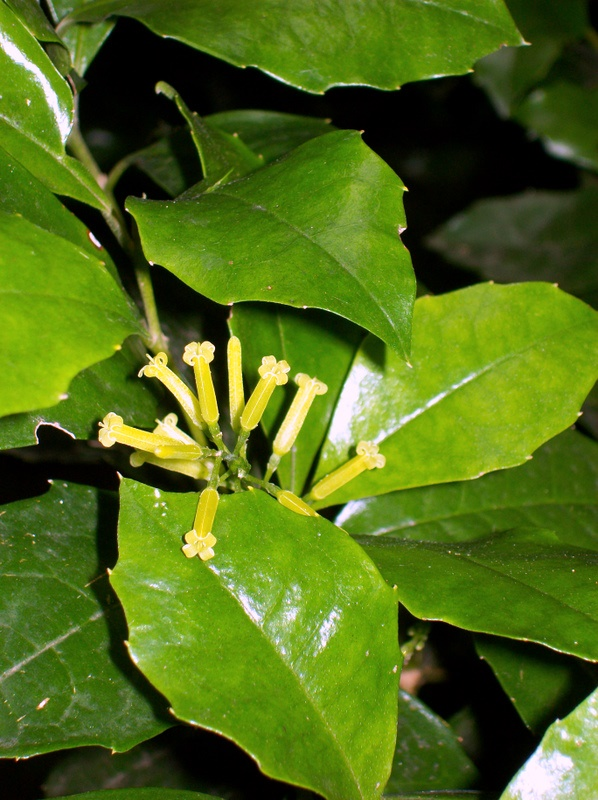
Detalle de la planta

## Descripción
Un árbol de 15 metros de altura y un tronco de 25 cm de diámetro. La corteza café tiene arrugas y estrías verticales.
Los brotes jóvenes son vellosos hacia los capullos de las hojas. Las hojas son opuestas, simples, y lanceoladas, de 5 a 10 cm de largo,  tienen de cuatro a seis dientes en cada lado. Los tallos de las hojas miden alrededor de 3 a 6 mm de largo. La vena central está levantada en el envés, pero está deprimida en el haz.
Flores blancas fragantes se forman en racimos de marzo a noviembre. El fruto es una baya negra ovada, de 15 a 20 mm de largo con líneas longitudinales. El fruto madura de marzo a agosto, sin embargo puede fructificar en otras épocas. Es comido por varias aves incluyendo el ave gato verde y la paloma de fruta de corona rosa. La germinación de la semilla fresca es lenta, tomando de seis a diez meses.

## Taxonomía
Polyosma cunninghamii fue descrita por Johannes Joseph Bennett  y publicado en Pl. Jav. Rar. 196 1840.